# Ounzéogo
Ounzéogo är en ort i Burkina Faso.   Den ligger i regionen Centre-Est, i den centrala delen av landet, 130 km sydost om huvudstaden Ouagadougou. Ounzéogo ligger 299 meter över havet och antalet invånare är 2 241.
Terrängen runt Ounzéogo är huvudsakligen platt. Ounzéogo ligger uppe på en höjd. Närmaste större samhälle är Garango, 12,4 km norr om Ounzéogo.
Omgivningarna runt Ounzéogo är en mosaik av jordbruksmark och naturlig växtlighet. Runt Ounzéogo är det ganska tätbefolkat, med 111 invånare per kvadratkilometer.